# جيفري دان
جيفري دان (بالإنجليزية: Jeffrey Dunn)‏ هو منتج وملحن وعازف قيثارة وموسيقي بريطاني، ولد في 22 أبريل 1961 في نيوكاسل أبون تاين في المملكة المتحدة.

## وصلات خارجية
- الموقع الرسمي
- جيفري دان على موقع IMDb (الإنجليزية)
- جيفري دان على موقع ميوزك برينز (الإنجليزية)
- جيفري دان على موقع ميوزك برينز (الإنجليزية)
- جيفري دان على موقع أول ميوزيك (الإنجليزية)
- جيفري دان على موقع أول ميوزيك (الإنجليزية)
- جيفري دان على موقع ديسكوغز (الإنجليزية)
- جيفري دان على موقع ديسكوغز (الإنجليزية)